# 名古屋音楽大学の人物一覧
名古屋音楽大学の人物一覧は、名古屋音楽大学に関係する人物の一覧記事。

## 著名な教職員

### 器楽奏者
- 安倍圭子
- 黒田和良
- 小林仁
- 千葉馨
- 林俊昭
- 三浦洋一
- 吉田雅夫

### 声楽家
- 関種子
- 松下雅人

### 作曲家
- 岩崎将史
- 川島博
- 小櫻秀爾
- 小櫻秀樹
- 小高直樹
- 佐山雅弘
- 田頭勉
- 田頭優子
- 早川正昭
- 松田昌

### その他
- 東儀秀樹

## 卒業生

### 器楽演奏家
- 小島勇司

### 作曲家
- 西郷憲一郎
- 田頭優子

### ポピュラー音楽・シンガーソングライター
- 明日香
- オユンナ
- SUEMITSU & THE SUEMITH

### 芸能
- 能世あんな - 女優
- 伊藤昌弘 - 声優・シンガーソングライター

### その他
- 立花開 - 歌人